# Sveta Barbara
Sveta Barbara – wieś w Słowenii, w gminie Škofja Loka. W 2018 roku liczyła 166 mieszkańców.